# Ptilodactyla trinotata
Ptilodactyla trinotata là một loài bọ cánh cứng trong họ Ptilodactylidae. Loài này được Lacordaire miêu tả khoa học năm 1857.